# 西莫内·萨比奥尼
西莫内·萨比奥尼（義大利語：Simone Sabbioni，1996年10月3日—）生于里米尼，是一名意大利男子游泳运动员，主攻仰泳。西莫内的父亲是一名体育教师，他和其他四位兄弟姐妹也受父亲鼓励参加体育运动，他于五岁时开始接触游泳，一开始的一段时间他也练过足球，但由于表现一般，他便决定放弃足球，专攻游泳。他曾在2016年确诊患有溃疡性结肠炎，最初他受疾病的影响无法正常比赛及训练，后来在身边人的帮助下，他开始克服疾病给他带来的困扰。2022年11月，他因未能及时申报自身位置导致12个月内错过至少三次禁药检测，而被意大利反禁药组织禁赛20个月，禁赛期从2022年3月23日开始计算。